# Hyssia malaphaea
Hyssia malaphaea är en fjärilsart som beskrevs av George Francis Hampson 1913. Hyssia malaphaea ingår i släktet Hyssia och familjen nattflyn. Inga underarter finns listade i Catalogue of Life.